# Hallandsås

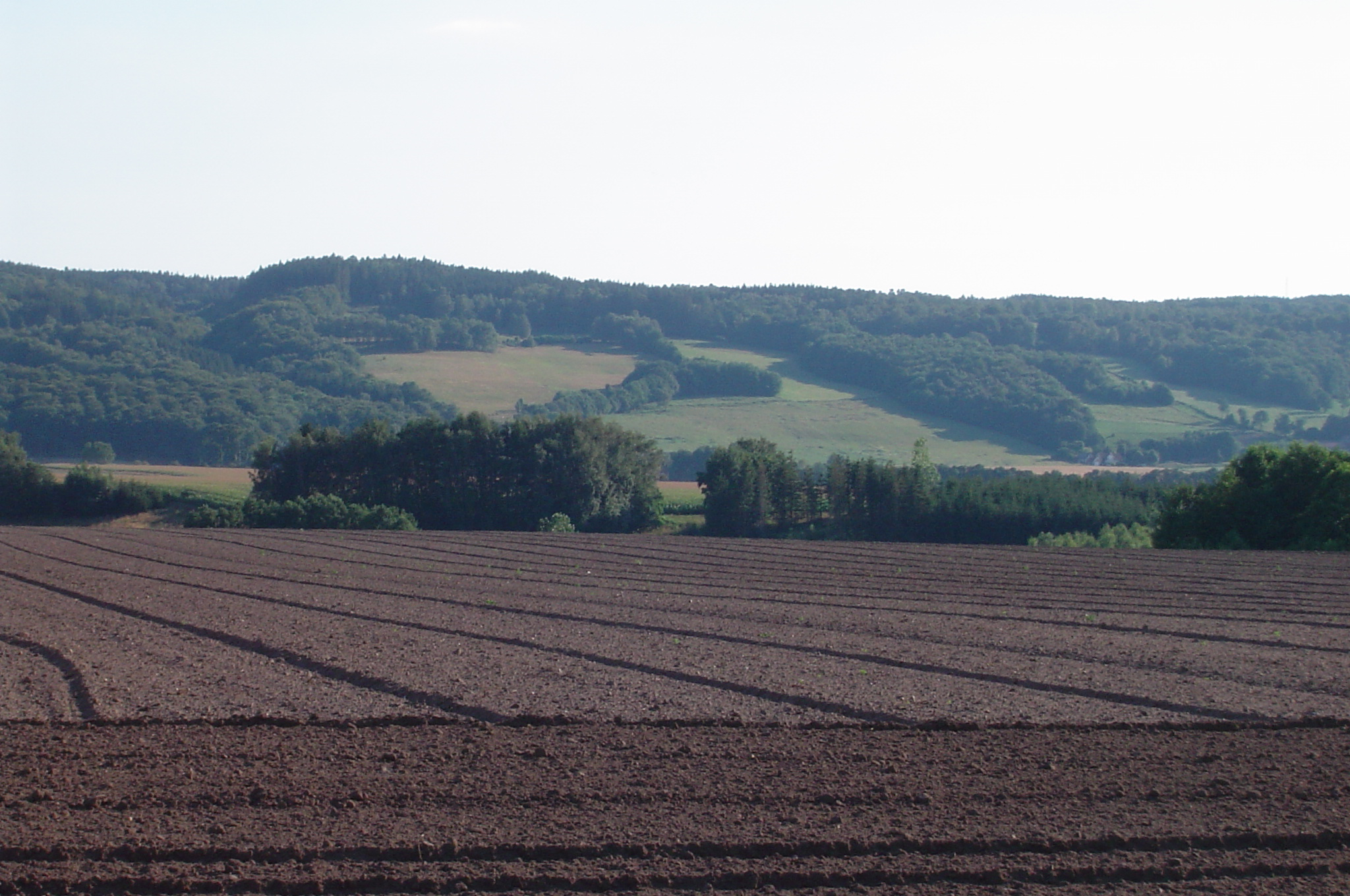
Północna strona Hallandsås. Okolice Hasslöv

Hallandsås (lub Hallandsåsen) – wzgórza zrębowe w południowej Szwecji, na granicy prowincji historycznych (landskap) Skania i Halland. Pasmo rozciąga się na długości ok. 40 km na osi północny zachód – południowy wschód, od skał Hovs hallar na półwyspie Bjärehalvön do okolic miejscowości Örkelljunga. Szerokość wynosi od 5 do 10 km. Najwyżej położonym punktem jest szczyt Högalteknall (226 m n.p.m.), leżący w granicach Hallandu.
Wzgórza zaczęły wypiętrzać się około 70 – 100 milionów lat temu, w późnej kredzie i są przykładem zrębu tektonicznego (horst), wysuniętego najbardziej na północ z położonych w Skanii podobnych struktur geologicznych, charakterystycznych dla strefy Teisseyre’a-Tornquista (Nävlingeåsen, Linderödsåsen, Söderåsen, Kullaberg i Romeleåsen). Podłoże geologiczne zbudowane jest głównie z gnejsów.
W 1992 r. rozpoczęto kontrowersyjną budowę tunelu kolejowego (linia kolejowa Lund – Göteborg; Västkustbanan) pod pasmem Hallandsås, łączącego Förslöv po stronie południowej i Båstad po północnej. Tunel (Halandsåstunneln), o długości ok. 8,7 km, został oddany do użytku w grudniu 2015 r.